# Lunds centralstation
Lunds centralstation, även kallad Lund C, är en järnvägsstation i Lund. Den är Sveriges tredje mest använda järnvägsstation räknat i antal resenärer per dag.
I Lund viker Västkustbanan mot Göteborg av från Södra stambanan (linjen mellan Malmö och Stockholm). Detta innebär att stationen har tre utgående järnvägslinjer; mot Malmö (Köpenhamn, Trelleborg), Eslöv (Stockholm, Kristianstad, Kalmar) och Kävlinge (Helsingborg, Göteborg) 
Tidigare har det även funnits järnvägar till Bjärred, Harlösa  och Trelleborg (via Staffanstorp och Svedala). Nu är dock dessa tre nedlagda och upprivna förutom en liten del av Trelleborgsbanan som fungerar som industrispår åt Tetra Pak.

## Trafik
Lund C har fjärrtågsförbindelser med bland annat SJ till Stockholm och Göteborg. Även nattågen till Stockholm, Storlien, Hamburg, Berlin och Zell am See trafikerar stationen vissa dagar.
Med Öresundståg finns förbindelser till Köpenhamn, Kristianstad, Karlskrona, Kalmar och Göteborg.
Lund C är en viktig knutpunkt även inom den lokala pågatågstrafiken. Pågatågen längs linjerna Malmö-Höör-Kristianstad, Trelleborg-Landskrona-Helsingborg och Malmö-Teckomatorp-Helsingborg gör uppehåll vid stationen.
Biljettförsäljning har funnits i stationshuset i Statens järnvägars, senare SJ:s regi, från 1 december 1856 fram till 30 mars 2012, då den upphörde. Skånetrafiken har biljettförsäljning i egen expedition.
Efter invigningen av Citytunneln i Malmö 2010 har Malmö C fått färre resenärer, och Lund C fler, så att Lund C har fått flest resenärer av alla Skånes järnvägsstationer. År 2013 hade Lund C 39 700 resenärer per dygn varav 36 700 på Pågatåg och Öresundståg och 3 000 på fjärrtåg. Det innebär att stationen nu är tredje störst i Sverige.
Förutom tåg finns busstrafik från stationen. Samtliga Lunds stadsbussar stannar här, samt ett antal regionlinjer till bland annat Simrishamn,  Staffanstorp och Lomma. Sedan 13 december 2020 utgår även Lunds spårväg från intilliggande Clemenstorget.

## Byggnader

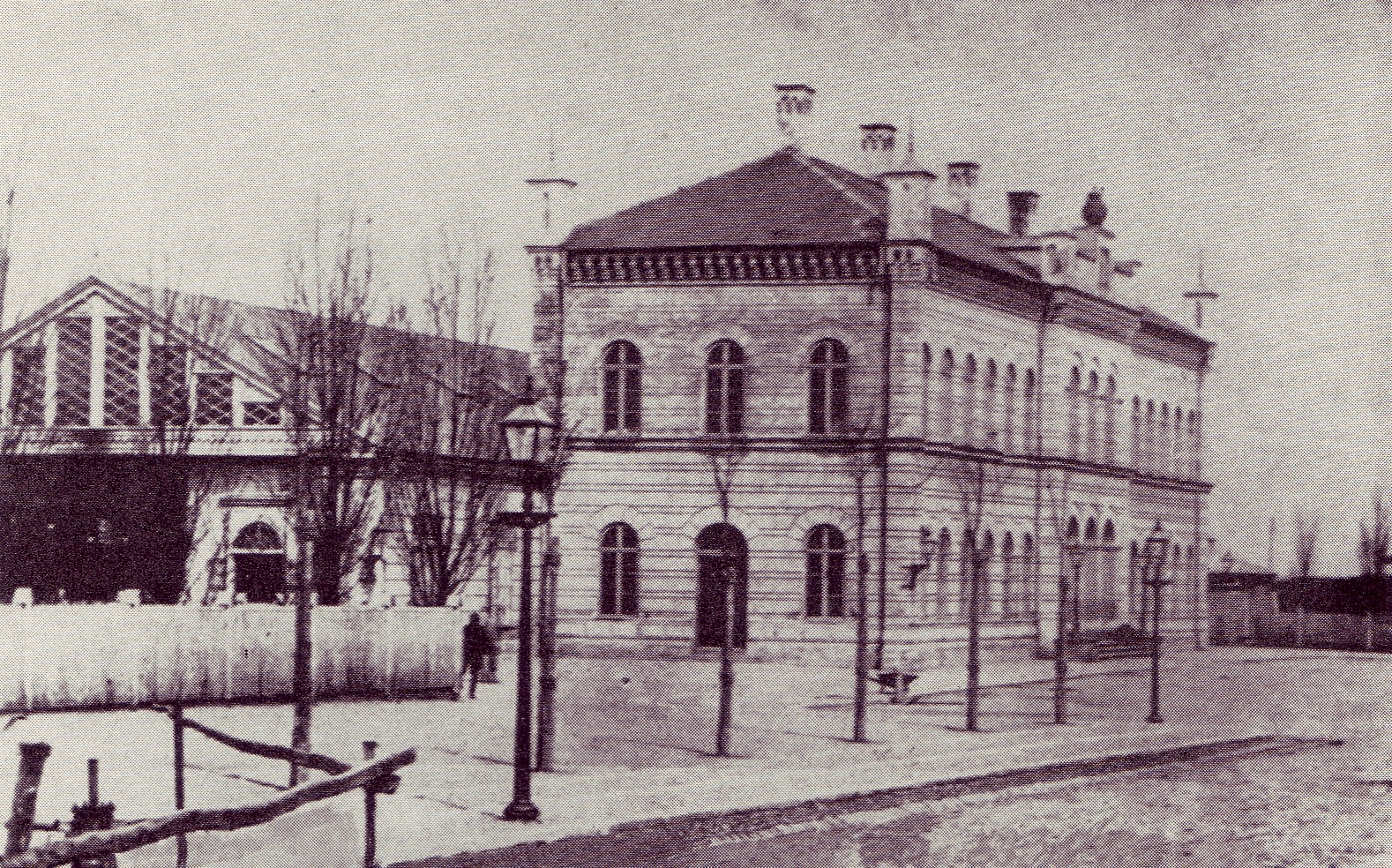
Stationshuset på 1860-talet med banhall. Foto: B.A. Lindgren.

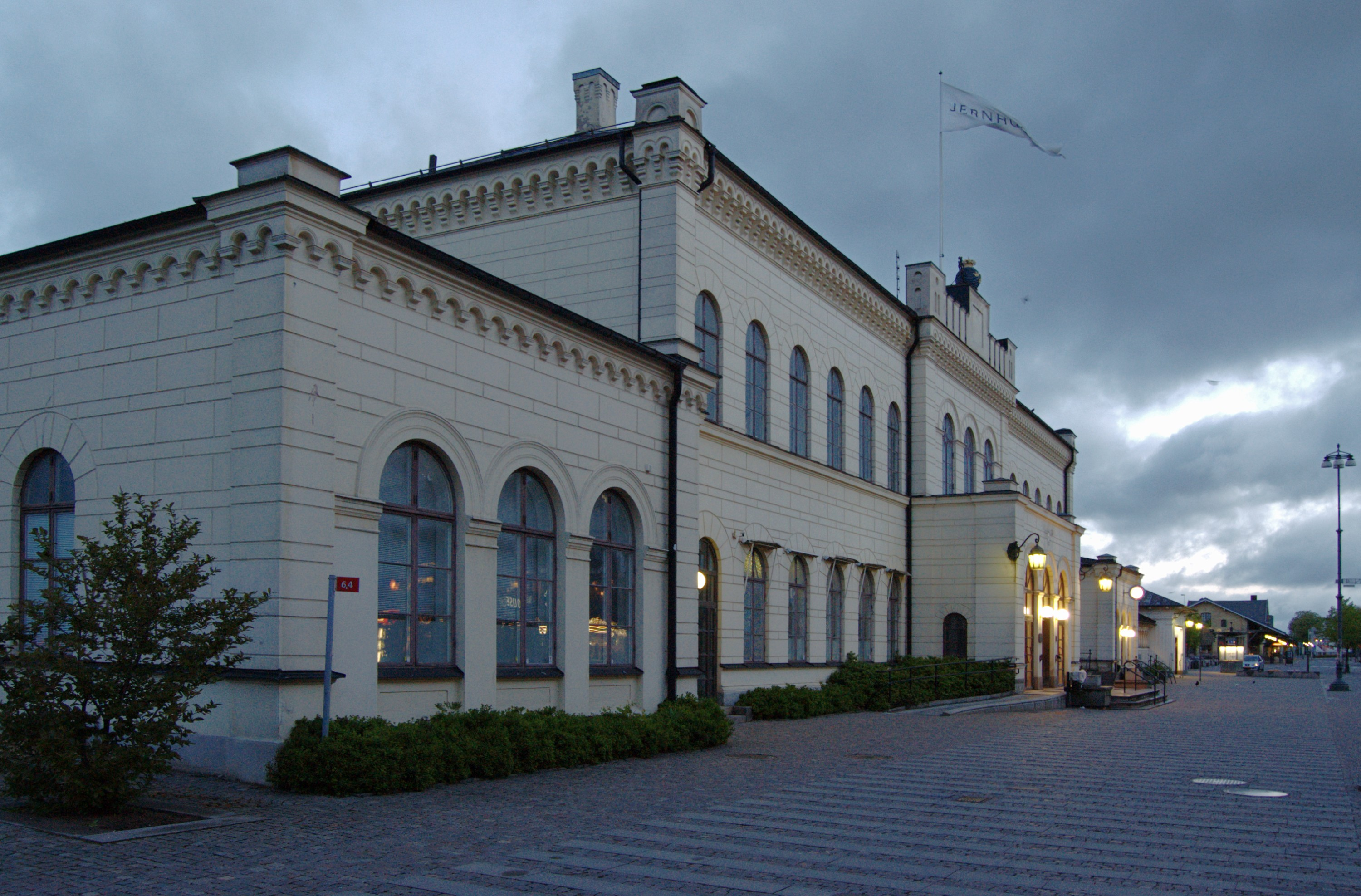
Östra fasaden (2006).

Lund C är Lunds stora kollektivtrafiknav. Härifrån går tåg mot Malmö, Trelleborg och Köpenhamn åt söder liksom mot Göteborg, Stockholm, Kalmar och Karlskrona åt norr. Stationen har sex spår. Alla spår har plattformar. Tidigare fanns ett genomgående spår för godstrafik med extra bred last men detta har rivits för att möjliggöra breddning av plattformarna. Bredvid stationen går stadsbussar och regionbussar.

### Stationshuset
Stationshuset uppfördes på 1850-talet efter ritningar av en okänd dansk arkitekt (möjligen Carl Ferdinand Rasmussen). Stationen blev inte klar till invigningen av järnvägen mot Malmö 1856, utan stod klar först 1858 i samband med förlängningen av Södra stambanan norrut. 1872–1875 påbyggdes flyglar efter Adolf Wilhelm Edelsvärds ritningar och 1923–1926 gjordes ytterligare utbyggnader av Folke Zettervalls hand. Stationshuset är byggnadsminnesförklarat sedan 1972. Det förvaltas sedan 2001 av Jernhusen.
Stationsområdet har genomgått ombyggnader vid flera tillfällen. Under den stora ombyggnaden av stationen på 1920-talet byggdes en gångtunnel från stationshuset till plattformarna. Den förlängdes 1985 och fick en andra uppgång väster om plattformarna mot vad som då var ett oplanerat grönområde. Sedan dess har tunneln lite skämtsamt kallats för "Rydes undergång" efter lokalpolitikern Lennart Ryde (M) som drev igenom bygget. 2014 fick tunneln detta, sedan länge informellt etablerade, namn även formellt.

### Godsmagasinet

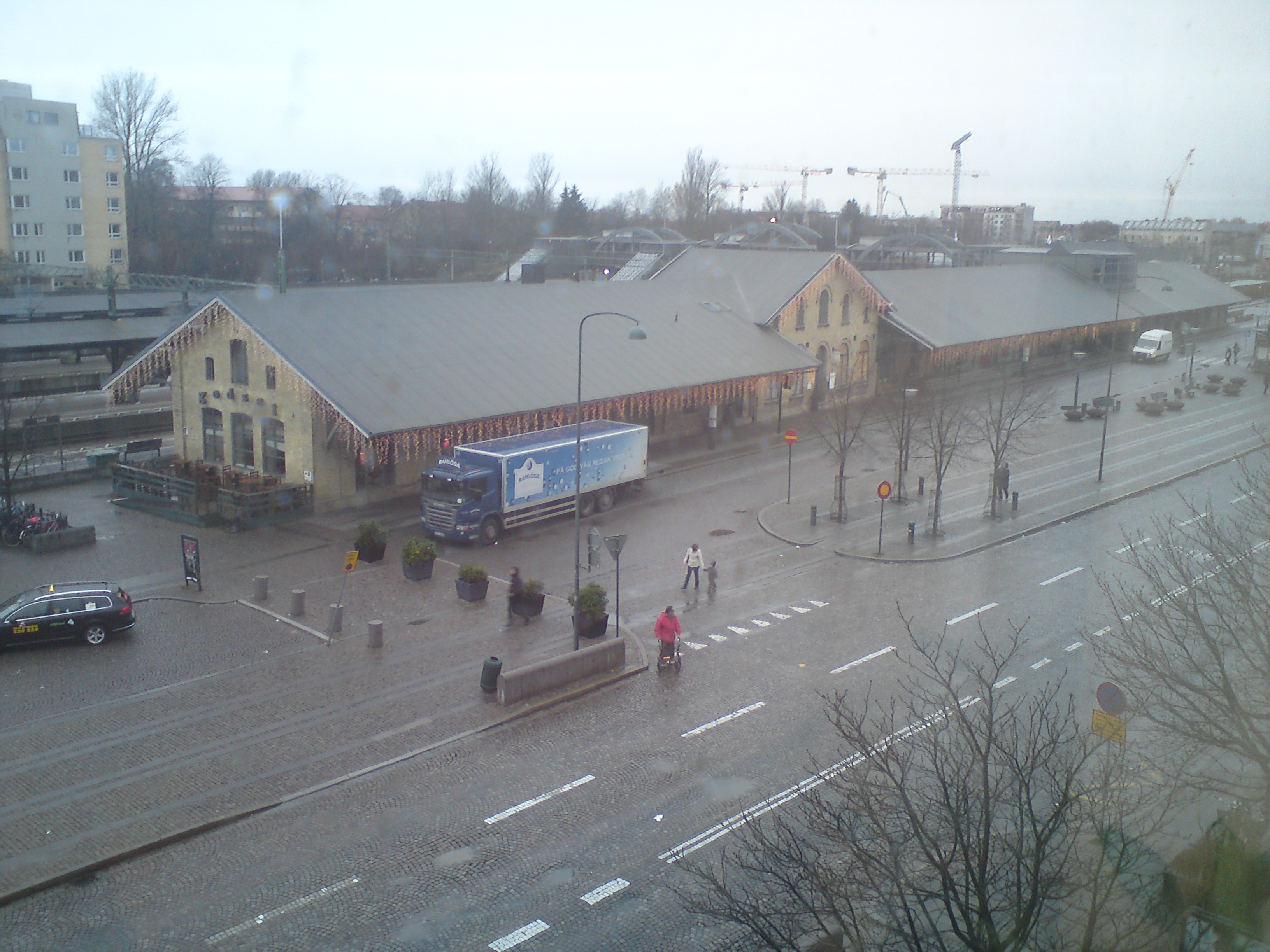
Godsmagasinet vid Lund C, som är ett av Nordens äldsta bevarade, inrymmer idag ett flertal funktioner såsom café, frisör, Pressbyråkiosk.

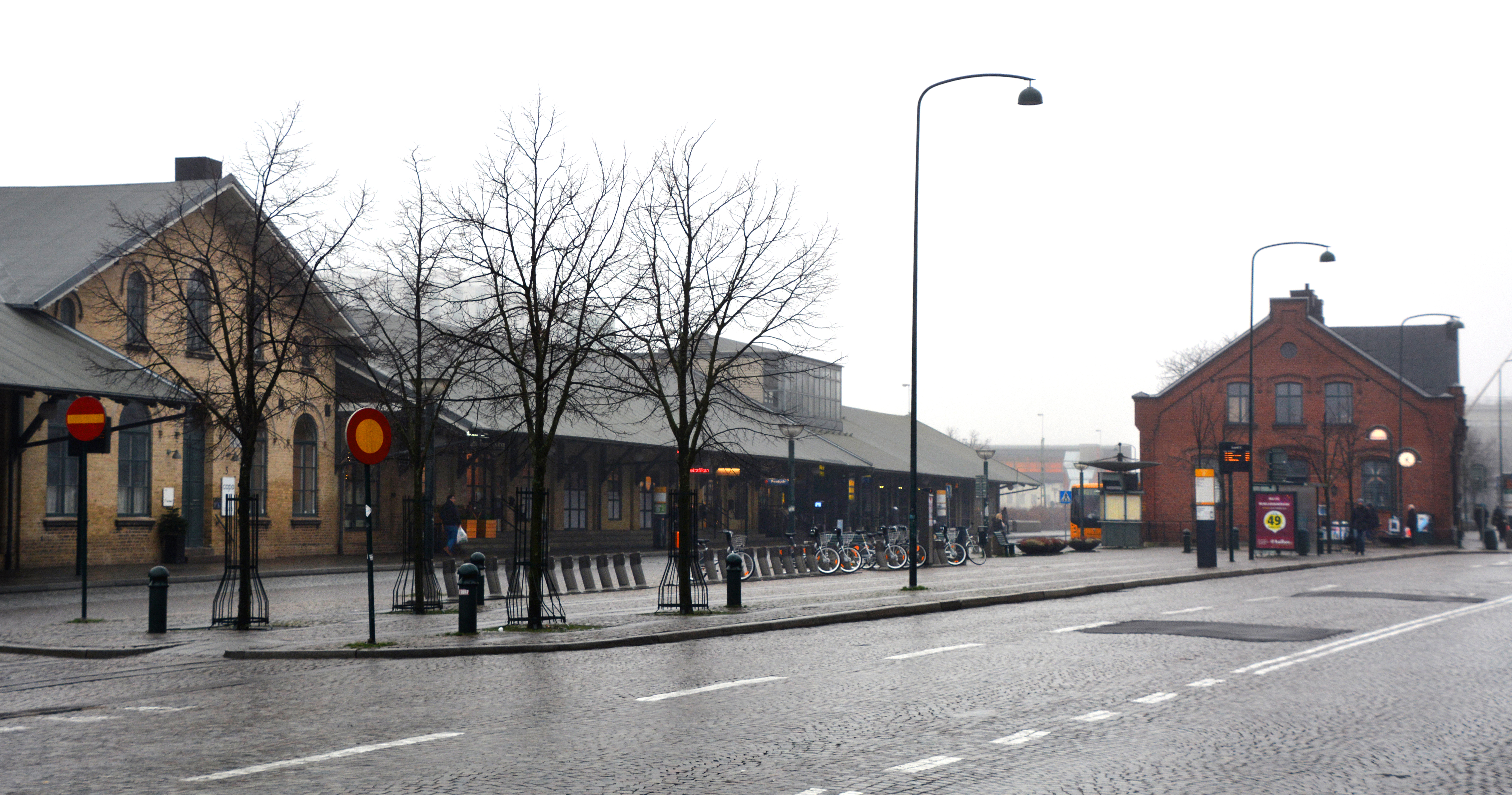
Stadsförnyelse kring Lunds centralstation belönades med Sienapriset till Sven-Ingvar Andersson 1997.

Godsmagasinet är uppfört i samband med stationshuset och är ett av Nordens äldsta. Efter avvecklingen av styckegodshanteringen har godsmagasinet under 1990-talet omvandlats till en levande resandemiljö med olika verksamheter. I anslutning till magasinets norra del har det byggts in rulltrappor och hiss till den bro som förbinder plattformarna och stadsdelen Väster med stationen och centrala Lund. Norr om denna del finns cykelparkering i flera plan.
Restaurang Godset låg under ett antal decennier i godsmagasinets södra del. Den såldes i början av 2018 och gjordes om till en Sibylla, som dock gick i konkurs året därpå. Skånetrafiken hade tidigare kundcenter med biljettförsäljning i godsmagasinet, men bestämde sig för att flytta år 2021. Byggnaden inhyser även Pressbyråkiosk och kaféer. På ett av kaféerna utbröt den 4 augusti 2023 en brand som orsakade skador på byggnaden.
I samband med ombyggnadsplaner av Lund C år 2012 föreslog stadsbyggnadskontoret att godsmagasinet skulle rivas för att göra plats åt ett mer modernt resecentrum med bussgata. Detta förslag förkastades efter protester. Länsstyrelsen valde dock att inte bifalla en begäran om att byggnaden skulle byggnadsminnesförklaras.

### Västra stationsbyggnaden

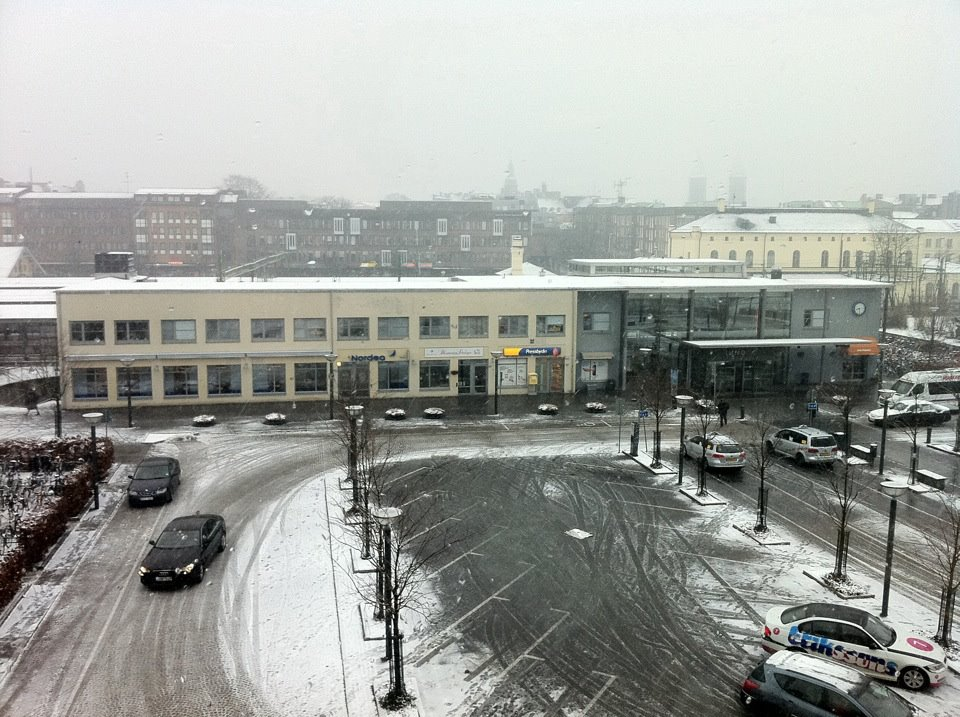
Lund C, Västra stationsbyggnaden, eller bara Västra station som byggnaden kallas för i folkmun.

Under 2001 byggdes ett nytt, modernt stationshus med glasfasader på västra sidan av järnvägen. Utanför detta anlades också det nya Västra Stationstorget. Denna byggnad kallas för Västra station, som då kan skiljas från Lunds Västra vilket var Bjärredbanans stationshus. Mera korrekt är att säga Lund C, Västra stationsbyggnaden (som i avkortat språkbruk blir Västra station). Trafikverket kallar byggnaden för Lund Central, Västra angöringen.

### Passager
I söder finns sedan 1920-talet en gångtunnel, kallad i folkmun "Rydes undergång". Denna förlängdes 1985 så att man kan passera under bangården från stationshuset i öster till Västra stationsbyggnaden i väster.

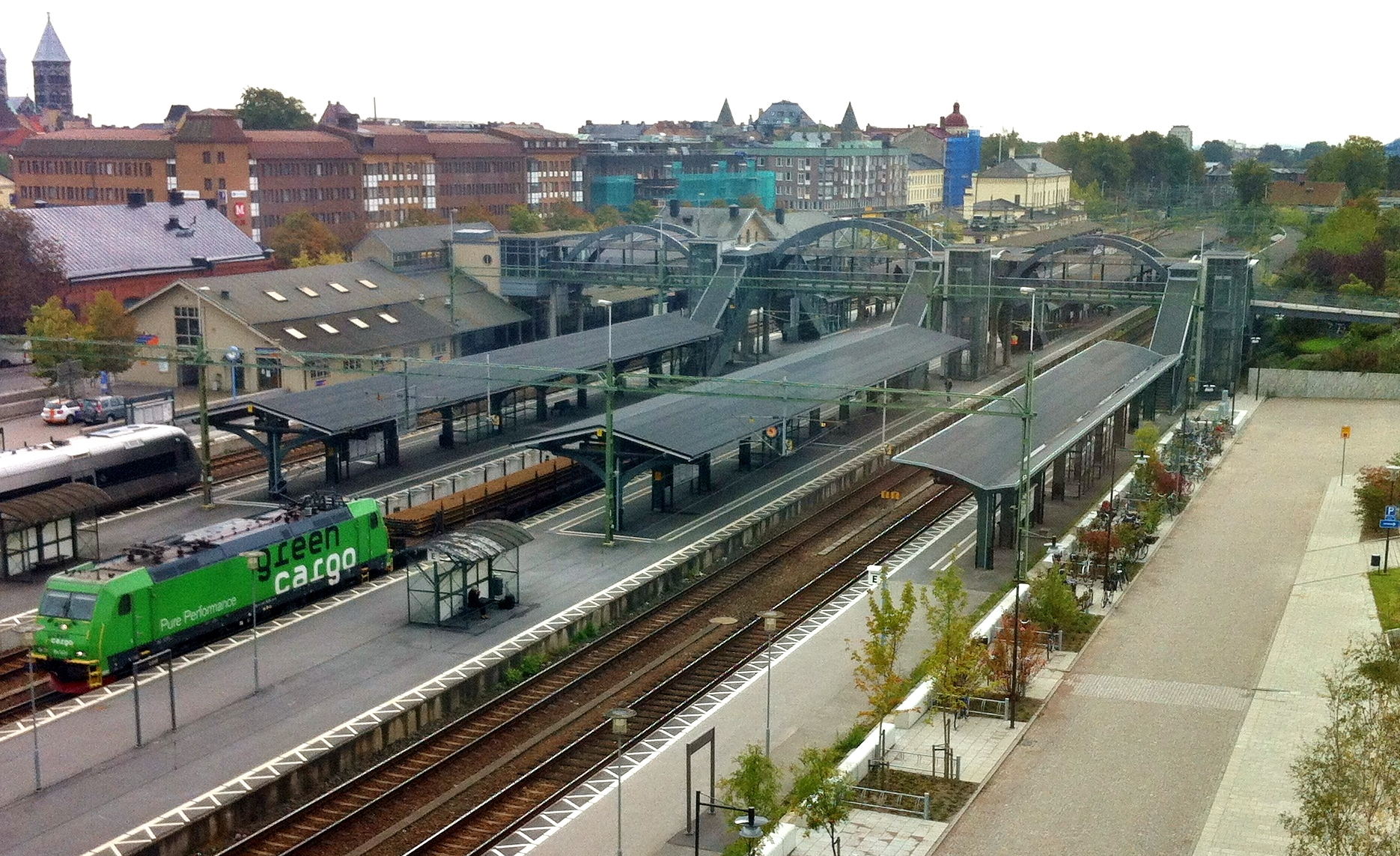
Mittelbron sedd från kommunhuset Kristallen (2014).

1996 byggdes Mittelbron samtidigt som plattformstaket på spår 7 (nu spår 6) färdigställdes. Kapaciteten på stationen ökades härmed väsentligt. Samtidigt med denna ombyggnad omdanades det gamla godsmagasinet så att det nu inrymmer service och restauranger i stället för att användas som magasin.

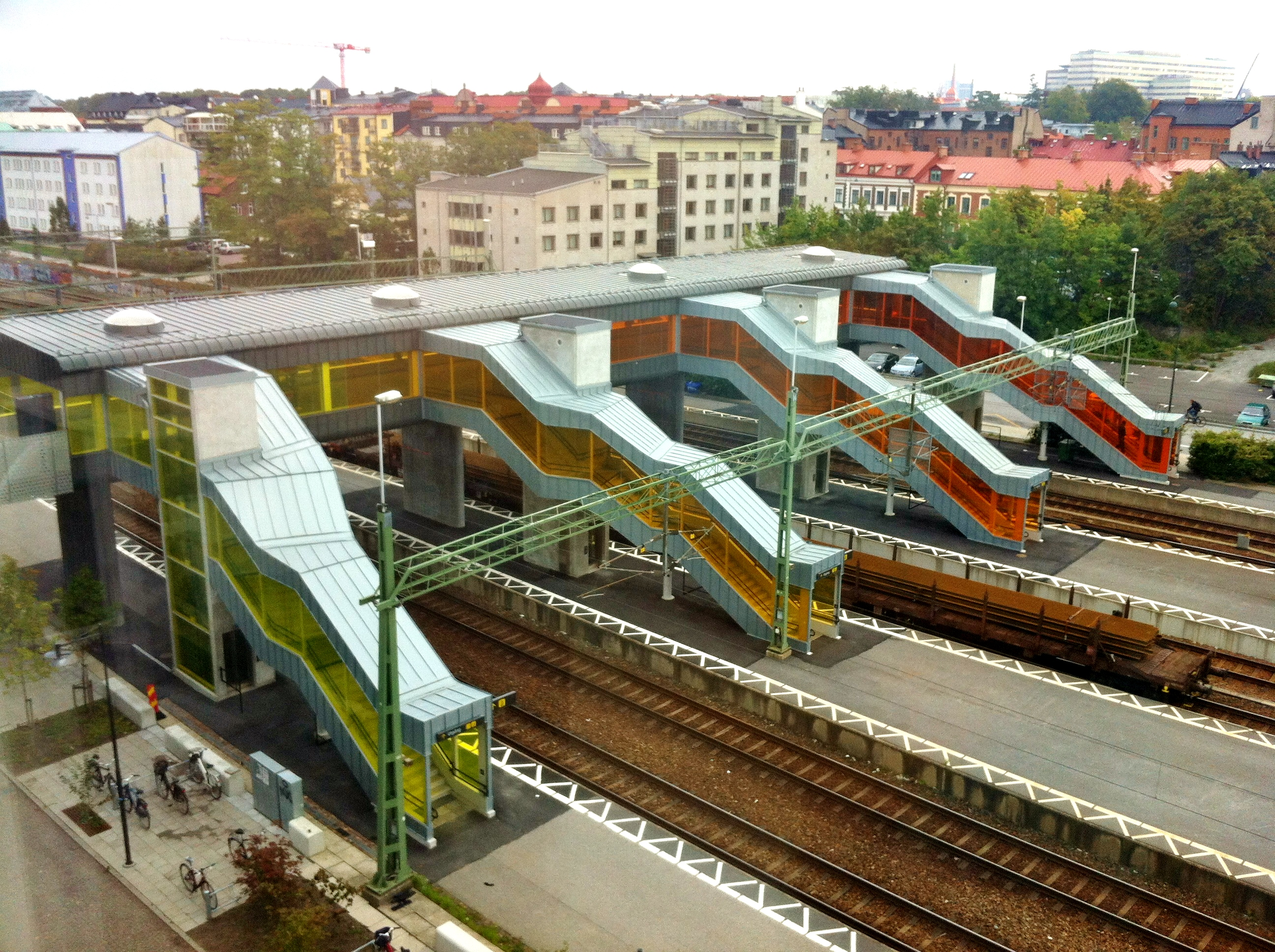
Skyttelbron, invigd 2014, sedd från Kristallen (2014).

2014 byggdes Skyttelbron i norra delen av personbangården i samband med att Kristallen, Lunds kommunhus, färdigställdes. Nu har plattformsområdet tre angöringsställen och därmed väsentligt högre resandekapacitet.

## Historia
Vid anläggandet av Södra stambanan år 1856 påbörjades också byggnationen av stationerna längs linjen. Under färdigställandetiden fanns i Lund ett tillfälligt stationshus beläget mellan dagens stationsbyggnad och godsmagasinet, där idag cykelparkeringen ligger.
Den första stationsanläggningen från 1850-talet omfattade stationshus i två våningar och godsmagasinet, båda uppförda av sten, samt en över två spår täckande banhall sammanbyggd med stationshuset. 1872 förlängdes stationshuset genom utbyggnad av bottenvåningarna i byggnadens båda ändar. 1875 tillkom Lund–Trelleborgs järnväg och samtidigt ändrades bangårdens utseende. Bland annat utökades godsbangården i norra delen av stationsområdet. I samband med resandespårutvidgningen så borttogs banhallen. Ett lokstall uppfördes i nordväst. 1885 utvidgades spårområdet ytterligare i samband med byggnationen av Lund–Kävlinge järnväg. Stationen utvidgades sedan i omgångar under 1880- och 90-talen. Vid dubbelspårsbygget 1900 till Lund och 1901 vidare mot Eslöv påverkades spårsystemet ännu en gång. Järnvägarna Lund–Bjärred och Lund–Revinge(–Harlösa) påverkade inte Lund C, då dessa hade egna stationer (Lunds Västra respektive Lund Södra och Högevall).
En större genomgripande förvandling av stationen skedde sedan 1923–1926 då man byggde bort de otidsenliga personplattformarna och moderniserade stationen till en tidsenlig status. Tunneln (numera kallad Rydes undergång) tillkom i samband med denna ombyggnad. Dock gick inte tunneln genom till stadsdelen Väster. Plankorsningarna vid Karl XII gatan och Bantorget avlägsnades och ersattes med underfart i söder och Kung Oskars bro i norr. Detta efter det att man klarlagt att man inte skulle flytta stationen västerut och nyanlägga hela bangårdsområdet i ett mera västligt läge, vilket varit under utredning under 1910-talet. 
1933 elektrifierades stationen i samband med elektrifieringen av Södra stambanan.
2004 stod en planskild korsning färdig för tåg från Kävlinge, som i fortsättningen inte behöver spärra vägen för tåg på Södra stambanan.
2007 beslutades om att bygga om Lund C för att förstärka kapaciteten. Ombyggnaden, som blev färdig under 2009, medförde att man tog bort spår 4 för att få plats med bredare plattformar, sänkte dessa till standardhöjd samt att man byggde ut hiss- och rulltrappskapaciteten. Detta var den tredje större omdaningen av spårområdet sedan stationens anläggande 1856.

## Vandrarhemmet Tåget
På ett stickspår väster om centralstationen stod mellan maj 1989 och oktober 2012 ett permanent parkerat nattåg med sovvagnar. Det tjänade som Svenska Turistföreningens Vandrarhem Tåget och hade 108 bäddar i 36 kupéer.

## Övriga stationer i Lund

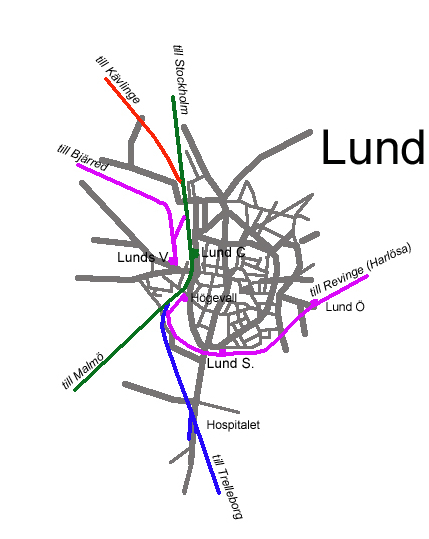
Lunds stationer på 1930-talet.

Tidigare fanns flera järnvägsstationer i Lund. Stationsbyggnaden Lunds Södra (från vilken den så kallade Revingebanan utgick) finns alltjämt bevarad, även om spåren är upprivna. Tidigare stationer i Lund var Lunds Västra, Lunds Östra och hållplatserna Hospitalet (från 1947 kallad Höjebro hållplats), Högevall och Källbymölla hållplats (den senare nedlagd omkring 1970). Ingen av dessa finns idag som aktiva trafikplatser. Däremot har Gunnesbo station öppnat som pågatågsstation. Då Lund som samhälle expanderat, så kan även Stångby pågatågsstation idag anses som en av Lunds stationer. 2015 planerades även en ny station på Klostergården, denna togs i bruk 10 december 2023, dock belägen litet längre norrut än den tidigare stationen vid Källby mölla.

## Framtiden
Byggda fyrspår mellan Malmö och Lund gör det möjligt att öka kapaciteten, men spåren in till Lund utgör en flaskhals. Det går inte att expandera utan att intränga på byggnader och annat runt spåren. Ett alternativ är att lägga spåren i tunnel under staden. Med eller utan separat godsspår hade det möjliggjort en större kapacitet och barriäreffekten mellan östra och västra Lund hade försvunnit. Detta och ett alternativ, där en ny station byggs i markplan har utretts av Trafikverket. I utredningen sammanställdes kostnader och risker för de olika alternativen.

## Trafik
Lunds centralstation
| Riktning från             | Föregående station | Linje        | Linje        | Linje        | Linje        | Linje        | Nästa station         | Riktning mot                     |
| ------------------------- | ------------------ | ------------ | ------------ | ------------ | ------------ | ------------ | --------------------- | -------------------------------- |
| Köpenhamn H & Malmö C     | Malmö C            | SJ X 2000    | SJ X 2000    | SJ X 2000    | SJ X 2000    | SJ X 2000    | Hässleholm C          | Stockholm C                      |
| Malmö C                   | Malmö C            | SJ Snabbtåg  | SJ Snabbtåg  | SJ Snabbtåg  | SJ Snabbtåg  | SJ Snabbtåg  | Helsingborg C         | Göteborg C                       |
| Malmö C                   | Malmö C            | SJ Intercity | SJ Intercity | SJ Intercity | SJ Intercity | SJ Intercity | Hässleholm C          | Stockholm C                      |
| Malmö C                   | Malmö C            | SJ Nattåg    | SJ Nattåg    | SJ Nattåg    | SJ Nattåg    | SJ Nattåg    | Helsingborg C         | Stockholm C                      |
| Berlin                    | Malmö C            | SJ Euronight | SJ Euronight | SJ Euronight | SJ Euronight | SJ Euronight | Hässleholm C          | Stockholm C                      |
| Malmö C                   | Malmö C            | Snälltåget   | Snälltåget   | Snälltåget   | Snälltåget   | Snälltåget   | Eslöv                 | Stockholm C / Röjan och Storlien |
| Berlin / Zell am See      | Malmö C            | Snälltåget   | Snälltåget   | Snälltåget   | Snälltåget   | Snälltåget   | Hässleholm C          | Stockholm C                      |
| Østerport och Köpenhamn H | Burlöv             | Öresundståg  | Öresundståg  | Öresundståg  | Öresundståg  | Öresundståg  | Eslöv                 | Kristianstad C & Karlskrona      |
| Østerport och Köpenhamn H | Burlöv             | Öresundståg  | Öresundståg  | Öresundståg  | Öresundståg  | Öresundståg  | Eslöv                 | Växjö & Kalmar                   |
| Østerport och Köpenhamn H | Burlöv             | Öresundståg  | Öresundståg  | Öresundståg  | Öresundståg  | Öresundståg  | (Kävlinge)/Landskrona | Helsingborg C & Göteborg C       |
| Simrishamn & Malmö C      | Klostergården      | Pågatågen    | Pågatågen    | Pågatågen    | Pågatågen    | Pågatågen    | Gunnesbo              | Landskrona & Helsingborg C       |
| Trelleborg C & Malmö C    | Klostergården      | Pågatågen    | Pågatågen    | Pågatågen    | Pågatågen    | Pågatågen    | Stångby               | Kristianstad C                   |
| Hyllie & Malmö C          | Burlöv             | Pågatågen    | Pågatågen    | Pågatågen    | Pågatågen    | Pågatågen    | Gunnesbo              | Åstorp                           |
| Hyllie & Malmö C          | Burlöv             | Pågatågen    | Pågatågen    | Pågatågen    | Pågatågen    | Pågatågen    | Eslöv                 | Teckomatorp & Helsingborg C      |